# 林村谷
林村谷（英語：Lam Tsuen Valley）位於是香港新界大埔區西部，大帽山和大刀屻之間的一個谷地，為林村的所在地。由於有林村河的流經，故當地一帶的土地曾經多被用作農地。
林村谷亦為大埔區議會選區之一，包括全林村鄉26條村和泰亨鄉（泰亨坳仔村和新圍屬康樂園選區）。

## 環境問題

### 水浸
2011年4月，林村谷被評為有「中級」風險的水浸黑點，沙埔仔村的渠務改善工程將於2012年完成，屆時排洪能力將會大為提升，足以抵禦50年一遇的豪雨。

### 污水
由於林村谷未設有排污設施，污水排到鄰近河道，是吐露港水質污染的一個源頭。香港政府計劃耗資港幣2億7,000多萬，於該地區〈包括泉水井、鍾屋村、放馬莆、坑下莆、較寮下、高田磡、林村新村、龍丫排、白田崗、新屋排、新屋仔、田寮下、塘面村和禾堂背〉建造長約16公里的污水渠及進行其他附屬工程，於2015年8月竣工。